# David Schwimmer
David Lawrence Schwimmer (Nueva York, 2 de noviembre de 1966) es un actor y director de televisión y cine estadounidense. En 1994, obtuvo reconocimiento internacional al interpretar a Ross Geller en la comedia de situación Friends, su papel más exitoso desde entonces. 
Nacido en Nueva York, se mudó a Los Ángeles con su familia a la edad de dos años y comenzó su carrera como actor al participar en obras escolares escenificadas en la Beverly Hills High School. En 1993, se graduó de la Universidad del Noroeste con un título Bachiller universitario en letras en teatro y lenguaje. Después de su graduación, fue cofundador de la Lookingglass Theatre Company. Sin embargo, durante gran parte de finales de la década de 1980 vivió en Los Ángeles y estuvo desempleado. En 1989, Schwimmer apareció en el telefilme A Deadly Silence y a comienzos de la década de 1990, asumió varios papeles televisivos en series como L.A. Law, The Wonder Years, NYPD Blue y Monty. Aparte de aparecer en televisión, realizó su primer estelar en la película The Pallbearer (1996), a la cual le siguieron participaciones en Kissing a Fool (1998), Six Days Seven Nights (1998), Apt Pupil y Picking Up The Pieces (2000). Tras esta serie de cintas se involucró en la miniserie Band of Brothers (2001), en el papel de Herbert Sobel.
Tras finalizar Friends, en 2005 interpretó el papel principal del drama Duane Hopwood. Otros de sus papeles cinematográficos incluyen la película animada por computadora Madagascar (2005), la comedia afroamericana Big Nothing (2006), el thriller Nothing But the Truth (2008) y Madagascar 2: Escape de África (2008). Además, hizo su debut teatral de Londres con el papel protagonista en Some Girl(s) en 2005, por el cual recibió críticas favorables. En 2006, debutó en Broadway con The Caine Mutiny Court-Martial, y finalmente como director de cine con la comedia Run Fatboy Run, estrenada en 2007. Al año siguiente dirigió la producción teatral de Fault Lines.

## Primeros años de vida
David Lawrence Schwimmer nació el 2 de noviembre de 1966 en Flushing, Queens, Nueva York, hijo de padres judíos: los abogados Arthur y Arlene Colman-Schwimmer. Tiene una hermana mayor llamada Ellie (nacida en 1965). Vivió en Valley Stream, Long Island, hasta que tuvo dos años de edad, tras lo cual su familia se mudó a Los Ángeles, California, donde Schwimmer tuvo sus primeras experiencias de actuación a la edad de diez años, cuando interpretó al hada madrina en una versión judía de Cenicienta. En 1984, acudió a un taller sobre William Shakespeare impartido por el actor inglés Ian McKellen en Los Ángeles; el actor recuerda que se emocionó mucho con tal experiencia. Después, participó en un concurso en el Southern California Shakespeare Festival por tres años consecutivos y ganó sus dos primeros premios.
Tras la exitosa carrera de su madre como abogada (representó a Elizabeth Taylor y Roseanne Barr en los asentamientos de su divorcio), la familia se trasladó a Beverly Hills, donde Schwimmer asistió a la Beverly Hills High School. Como parte de su estancia en ese lugar, el actor admitió haberse sentido como un alumno extraño, alborotador y rudo, que no podía tener una buena relación con sus compañeros. «Al estar ahí, siempre tenía esta sensación de 'Esto no es para mí, estoy rodeado de personas que tienen un sistema de valores diferente al mío'. Lo único que deseaba era irme de California». Cabe señalar que tenía calificaciones sobresalientes en las materias de Ciencias y Matemáticas, por lo que en algún momento pensó que podría convertirse en doctor. No obstante, se inscribió en una clase de drama y, de esa forma, participó en producciones teatrales. Motivado por su profesora de drama a continuar en la actuación, voló a Chicago, Illinois, para participar en un taller de teatro que más tarde describiría como «iluminador y, a la vez, estimulante».
En 1984, se graduó de la Beverly Hills High y concluyó que quería continuar de lleno en la actuación. Sin embargo, sus padres insistieron en que primeramente fuese a la universidad, pues así tendría algo a qué recurrir en caso de que su carrera como actor no funcionase. Debido a ello, decidió mudarse a Chicago para asistir a la Universidad del Noroeste, donde había asistido a un curso de teatro de verano cuando tenía dieciséis años. Allí se matriculó como especialista en teatro y se unió a la Fraternidad y alianza de artes Delta Tau Delta. Después de su graduación en 1988, con el título Bachiller universitario en letras en teatro y lenguaje, Schwimmer fue uno de los fundadores de la Lookingglass Theatre Company. Posteriormente, regresó a Los Ángeles para perseguir una carrera como actor.

## Carrera

### Primeros trabajos
En 1989, la película de ABC A Deadly Silence supuso el debut de Schwimmer en la televisión, asumiendo un papel secundario en la trama. A este le siguieron otros papeles en proyectos como el drama L.A. Law en 1992, y la serie cómico-dramática The Wonder Years. Al año siguiente, en 1993, debutó en el medio cinematográfico con Crossing the Bridge. Asimismo, obtuvo un rol secundario como un abogado convertido en vigilante en NYPD Blue, apareciendo también, ese mismo año, de manera breve en Urgencias, después de haber hecho una prueba de casting, sin éxito, para el episodio piloto de la serie Couples. Finalmente, obtuvo su primer rol estable en una serie como el hijo liberal de un conductor de un talk show conservador (Henry Winkler) en la comedia de situación Monty.

### Éxito
Recibió su primer papel importante en 1994 cuando interpretó a Ross Geller en la comedia de situación Friends, trasmitida por la NBC, una serie que gira en torno a un grupo de amigos que viven juntos en Manhattan, en la Ciudad de Nueva York. En la misma, interpretó a un desesperado y romántico paleontólogo que trabaja en un museo. Al principio, Schwimmer rechazó el papel de Ross, aunque finalmente terminó por aceptarlo. A su vez, el productor ejecutivo Kevin S. Bright dijo que había trabajado previamente con Schwimmer, por lo que el personaje de Ross fue escrito pensando en él, añadiendo asimismo que era el primer actor de todo el reparto al que le ofreció un papel en la serie. El programa se emitió por primera vez el 22 de septiembre de 1994 y fue visto por casi 22 millones de televidentes estadounidenses. Friends desarrolló muy rápido un público fiel, obteniendo tanto el programa como Schwimmer críticas favorables. Inclusive, el Pittsburgh Post-Gazette se enfocó más en su actuación, la cual catalogó como «estupenda». Por otra parte, el crítico de televisión de Variety mencionó: «Todos los seis protagonistas, especialmente [Courteney] Cox y Schwimmer, lucen ingeniosos y muestran buenas habilidades en cuanto a la grabación de una sitcom». Por esta interpretación, obtuvo una nominación al premio Emmy en la categoría de «Mejor actor de reparto de una serie de comedia», en 1995.

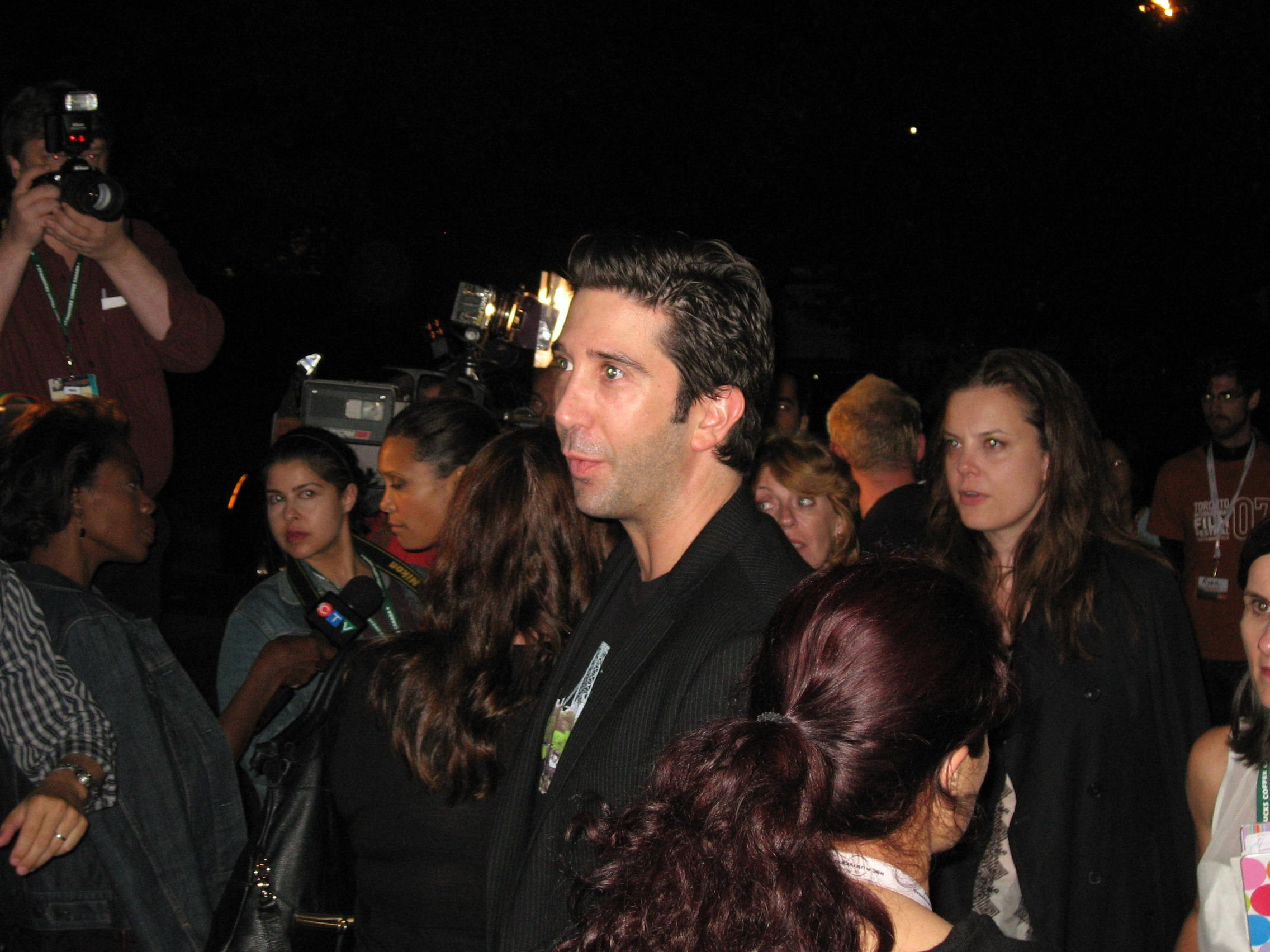
David Schwimmer, el 10 de septiembre de 2007.

Fuera de la televisión, obtuvo su primer estelar en la comedia negra de 1996 The Pallbearer, actuando junto a Gwyneth Paltrow. En el filme, interpreta a un hombre a quien se le pide hablar de un amigo de la secundaria que no puede recordar, terminando en un romance con la madre de dicho amigo. Los críticos juzgaron a The Pallbearer como una imitación mediocre de la película de 1967 The Graduate. Contrariamente, el crítico de cine de Variety felicitó al actor, escribiendo que había disfrutado de su caracterización, e indicando que aparece como «una personalidad sobresaliente, con una buena sincronización cómica». También concluyó que Schwimmer tenía un «futuro prometedor en la pantalla grande». A pesar de ello, para Janet Maslin, de The New York Times, la primera película del actor «lo relega a un plano de monotonía». Cuando se le interrogó por qué aceptó el papel, Schwimmer admitió que había tomado esa decisión como «un esfuerzo por encontrar papeles que se sintieran distantes del de Ross, lo más posible que fuera». Aunque se le ofreció la posibilidad de protagonizar junto a Tommy Lee Jones la comedia de ciencia ficción de 1997 Hombres de negro, lo rechazó para poder aparecer en The Pallbearer, explicando que «ésta es una oportunidad para crecer en lugar de ir directamente por el dinero rápido».
En 1998, sus siguientes actuaciones en el cine ocurrieron en las películas Kissing a Fool, Six Days Seven Nights y Apt Pupil. En la primera, una comedia romántica, interpreta a Max, un apuesto e inteligente mujeriego; Mick LaSalle, del San Francisco Chronicle, escribió: «Los fanáticos de Friends pueden sorprenderse con David Schwimmer en Kissing a Fool. [...] Tomándolo desde la perspectiva de alguien que nunca ha visto Friends y ve a Schwimmer, sin ideas preconcebidas: lo hace correctamente. Como un reportero de deportes de televisión en Kissing a Fool, él resume la comandancia y satisfacción de sí mismo de un joven y exitoso hombre». No obstante, la película no tuvo éxito en cuanto a críticas y recaudación financiera se refiere. A su vez, en Six Days Seven Nights, interpretó al novio del personaje de Anne Heche. Finalmente, en Apt Pupil, adaptada de la novela del mismo nombre, escrita por Stephen King, tuvo un papel de reparto como un consejero escolar. «Tuve miedo al elegir este rol», dijo el actor, «pero quería ser parte de la película». En aquel tiempo, notó que era «un poco frustrante» que la gente pudiera encasillarle debido a su papel en Friends. Posteriormente apareció junto a Woody Allen y Sharon Stone en la comedia de Alfonso Arau Picking Up The Pieces (2000).
En 2001, interpretó al Capitán Herbert M. Sobel en la miniserie sobre la Segunda Guerra Mundial Band of Brothers, producida por Steven Spielberg y Tom Hanks y transmitida por HBO. Dicha producción está basada en el libro del mismo nombre escrito por el historiador y biógrafo Stephen Ambrose. A pesar de que Band of Brothers tuvo una gran recepción positiva, la actuación de Schwimmer fue criticada y la BBC News concluyó que «Parte del problema [...] pudo haber sido el ridículo hecho de que David Schwimmer, el favorito de Friends, interpretó al estricto y cruel Capitán Herbert Sobel. La única cosa creíble de la actuación de Schwimmer es cuando se acobarda al enfrentar la verdadera batalla. Sus ojos de cachorro lo hacen ver más lamentable aún». Además, en ese mismo año, caracterizó a Yitzhak Zuckerman en el drama de guerra Uprising, basada en los acontecimientos reales del Levantamiento del Gueto de Varsovia en 1943.
En marzo de 2004, apareció como él mismo en la serie de comedia de HBO Curb Your Enthusiasm. Durante los diez años de la emisión de Friends, el actor dirigió diez de los episodios del programa. La décima y última temporada del programa se estrenó el 6 de mayo de 2004.

### Después deFriends

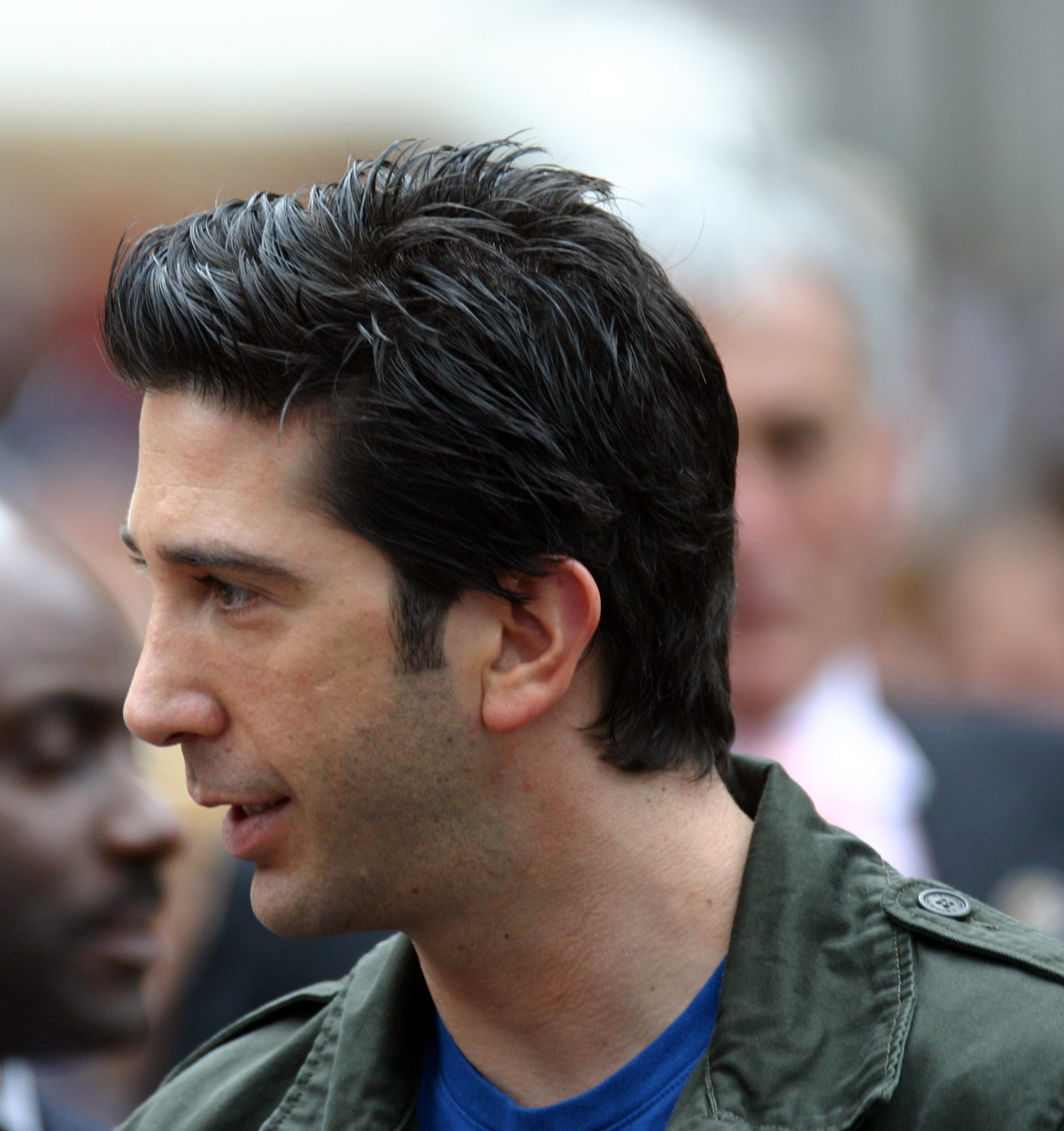
Schwimmer durante el estreno de Madagascar en Londres, en julio de 2005.

Tras finalizar exitosamente Friends, Schwimmer actuó en el drama independiente de 2005 Duane Hopwood, en el cual interpreta al personaje principal. Hopwood es un alcohólico cuya vida es una espiral que va rápidamente a la baja después de su divorcio, por lo que busca cambiar su forma de vida. Al estrenarse, la cinta recibió críticas ambivalentes. A pesar de la recepción, la interpretación del actor fue favorable para los críticos; Roger Ebert del Chicago Sun-Times reportó que el papel fue «la actuación que transformó su carrera». Duane Hopwood se proyectó en una presentación especial del Festival de Cine de Sundance de 2005. Además, en ese mismo año, realizó la voz de Melman, una jirafa hipocondríaca, en la película animada por computadora Madagascar (2005). The Washington Post notó que Schwimmer era, en particular, atractivo como Melman. A pesar de la respuesta mixta de los críticos, la película fue un éxito comercial, recaudando $532 millones de dólares a nivel mundial, convirtiéndola en uno de los mayores éxitos de 2005, por lo que fue y sigue siendo su película más exitosa comercialmente desde entonces.
Schwimmer protagonizó en teatro en Londres en mayo de 2005, junto a Catherine Tate, Lesley Manville, Sara Powell y Saffron Burrows, la obra Some Girl(s), dirigida por Neil LaBute en el Teatro Gielgud. En la producción, interpreta a un profesor que está preparado para contraer matrimonio, pero antes, decide visitar a tres de sus exnovias. Por su interpretación, The Independent escribió que Schwimmer «no es llamado para extender su gama tan lejos como uno podría esperar en Some Girl(s). [...] Schwimmer permanece suave, competente, y juvenil –aunque no fatalmente juvenil por la manera en que aparece haber transformado a estas mujeres–». Sin embargo, Charles Spencer, de The Daily Telegraph, elogió a Schwimmer, reportando que «él toma el escenario junto con el reparto [...] parece que su simpática torpeza fue diseñada para asegurar nuestra continua simpatía. Sin piedad, Schwimmer pone al descubierto el oportunismo de su personaje, crueldades ocasionales y su autodecepción crónica».
En 2006, hizo su debut en Broadway con The Caine Mutiny Court-Martial, una obra de dos actos de Herman Wouk. En ésta interpreta el papel del teniente Barney Greenwald, estando la dirección a cargo de Jerry Zaks. En una entrevista para la revista New York, reveló que quería probar con Broadway, pero admitió que «un par de cosas que se presentaron jamás se sintieron del todo bien. Ya fuera porque no me gustaba el personaje, o que no le daba importancia al director o porque había otra estrella ahí adjunta con quien no estaba muy emocionado de trabajar a su lado». Además añadió que cuando se le mostró una copia de la novela de Wouk «[...] Estaba asombrado de cómo era el escrito». También comentó que lo relaciona con Greenwald por su «sentido psicológico del sufrimiento humano». Su siguiente papel en una película fue en la comedia negra Big Nothing de 2006, en la cual interpretó a un amargado y desempleado científico.

### Debut como director y trabajos posteriores
Schwimmer hizo su debut como director con la película Run Fatboy Run, una comedia británica que se estrenó en 2007. Fue protagonizada por Simon Pegg, quien interpretó a un hombre que se inscribe en una maratón –ya que está fuera de forma y desea impresionar a su exnovia y su hijo de cinco años de edad–, lo cual cambia totalmente su vida. Cuando se le preguntó por qué decidió dirigir la película, Schwimmer dijo: «Como director, me llamó la atención el desafío que pensé acerca del guion que se me presentó, el cual era un tipo de tres películas en una. Tenía una estupenda y gran comedia psicológica, y me enfoqué en sus diálogos y personajes, que me parecieron divertidos. Había una emoción verdadera con la relación entre el padre y el hijo y el aspecto romántico. Y después se convierte en un tipo de película de deportes –un tipo Rocky pero cómico, en cierto sentido–». Run Fatboy Run generó una recepción mixta; New York Daily News le dio una calificación de 1.5 de 5 estrellas y escribió «Lo más decepcionante es cómo Schwimmer –quien duró 10 temporadas en una sitcom llena de personajes hiperverbales– falla en dirigir los momentos tiernos de 'Run Fatboy Run'». USA Today, no obstante, le otorgó buenas críticas, reportando que posee una fineza como director «dado que escogió un material cómico fuerte para su debut detrás de la cámara». Por su labor directoral, fue nominado a un British Independent Film Award en la categoría de «Mejor debut como director».
El 8 de noviembre de 2007, hizo una aparición especial en la segunda temporada de la serie de televisión 30 Rock, donde dio vida al personaje de Greenzo, una mascota de NBC del medio ambiente. El siguiente año, fue parte de un reparto coral que incluyó a Kate Beckinsale, Matt Dillon, Alan Alda, Angela Bassett, y Noah Wyle en el thriller Nothing But the Truth, de 2008, la cual recibió buenas críticas en general. El éxito de Madagascar permitió al actor regresar a prestar su voz para Melman, en su secuela de 2008 Madagascar 2: Escape de África. Aunque no tan lucrativa como la primera, Madagascar 2 recaudó $518 millones de dólares en la taquilla internacional. Más tarde, Schwimmer dirigió algunos segmentos de Little Britain USA, una serie derivada estadounidense de la serie británica de la BBC Little Britain. Respecto a esto, comentó que tuvo «buenos momentos al dirigir episodios» para el programa.
En octubre de 2008, Schwimmer realizó su debut como director off-Broadway en Fault Lines en el Teatro Cherry Lane de Nueva York. La producción se hizo acreedora de críticas mixtas por parte del periódico Los Angeles Times, el cual escribió: «Basándonos en 'Fault Lines' [...] la verdad es que no podemos decir si Schwimmer tiene tanto talento como director o no. Estamos sorprendidos de cómo no fue capaz de intentar algo más desafiante para su debut. [...] Schwimmer ha animado a sus actores a reforzar sus niveles de energía y sincronización cómica cueste lo que cueste». El New York Post notó a su vez que «sabe una o dos cosas sobre bromear espontáneamente, gracias a su largo trabajo en Friends, y por bastante tiempo la obra cruje con un diálogo estupendo, desde el punto de vista profesional».
En febrero de 2009, regresó al teatro en una producción de Chicago: la obra de tres actos de Thornton Wilder Our Town, caracterizando a George Gibbs en el Lookingglass Theatre. Variety aseguró que la adaptación del personaje que realizó Schwimmer «es ligeramente floja, con el aspecto de un muchacho con cara de carnero degollado que sabe que no sabe lo que está haciendo. (...) De hecho, en parte gracias a la habilidad de Schwimmer y [Joey] Slotnick, veteranos de las sitcoms, el show se beneficia de una fina sincronización cómica, logrando un buen equilibrio entre ese humor irónico tan suave y la más oscura y no obstante cálida filosofía de la obra». Un colaborador de Chicago Tribune opinó que Schwimmer ofreció una interpretación de George Gibbs conmovedora, de ricas texturas y probadamente sentida. La reseña llega a decir que «Schwimmer prende fuego, emocionalmente hablando, a las escenas de afecto, anhelo y confusión de la obra. Es una interpretación sincera, auténtica».
El 2 de agosto de 2009, interpretó una versión ficcional de sí mismo en la sexta temporada de Entourage, una serie de televisión transmitida por HBO. En el episodio correspondiente, la agencia de Ari Gold (Jeremy Piven) trata de dirigir su carrera de regreso a la televisión. En 2010, Schwimmer estrenó su segundo largometraje como director, Trust, el cual estuvo protagonizada por Clive Owen y Catherine Keener. El filme, perteneciente al género del drama, trata sobre una familia cuya hija adolescente se convierte en víctima de un depredador sexual por Internet.

### Vuelta a la televisión
El 1 de enero de 2011, Schwimmer fue invitado a participar en la serie británica de comedia Come Fly with Me, protagonizada por Matt Lucas y David Walliams.Al año siguiente, realizó el doblaje de Melman en Madagascar 3: Europe's Most Wanted. En 2013, hizo un aparición como Josh Rosenthal, un mafioso que es reclutado por el famoso Roy DeMeo y parte de la familia Gambino, junto con Michael Shannon en The Iceman.
En 2014, Schwimmer fue elegido para actuar el papel protagónico en la serie de comedia Irreversible.En 2016, Schwimmer actuó el papel de Robert Kardashian en la primera temporada de la serie antológica American Crime Story. Recibió una nominación en los Premios Emmy Award por su performance.En enero de 2016, Schwimmer y Jin Sturgess formaron parte del cast para actuar en el drama criminal Feed the Beast. La serie se estrenó el cinco de junio de 2016 y se emitieron diez episodios aunque en agosto fue cancelada.El noviembre de 2016, se anunció que Schwimmer participaría en su primera serie de audio.El podcast de Gimlet Media, Homecoming se estrenó el 16 de noviembre de 2016.
El abril de 2017, Schwimmer ayudó en la adaptación de las películas de Signal Avin para la audiencia estadounidense. Los seis cortos se pronuncian en contra del abuso sexual de hombres a mujeres en el ambiente laboral.
En 2020, actuó como el personaje principal de la comedia de situación británica Intelligence, lanzada por Sky One. Ese mismo año, participó en la narración de CBeebies Bedtime Stories y fue asignado como la cara de la cadena bancaria británica TSB. 
En 2022 participó de entrevistado en Jews Don't Count, un documental de David Baddiel que, entre otras cuestiones, plantea el problema del antisemitismo vigente en Estados Unidos y Reino Unido, cosa que la comunidad parece ignorar. El actor aprovechó la ocasión para desvelar que, como judío, nunca se ha sentido una persona blanca y, de acuerdo con Rebecca Nicholson, del periódico The Guardian, explicó las razones de manera detallada, cual «erudito».
Desde enero de 2025, Schwimmer actuó en la segunda temporada de la serie antológica de terror Goosebumps, basada en la colección de libros del mismo nombre.

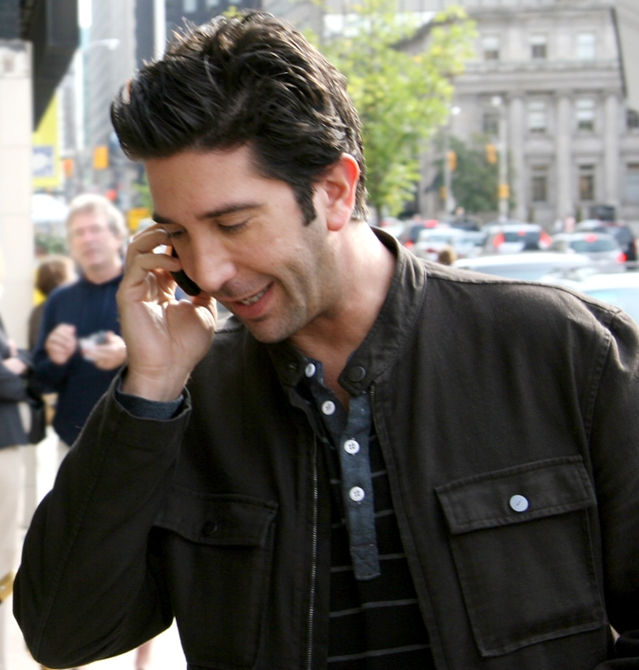
Schwimmer en el Festival Internacional de Cine de Toronto de 2007.

## Vida personal
Entre sus más notables relaciones románticas, Schwimmer ha salido con Sarah Trimble, una abogada de Nueva Orleans, la cantante australiana Natalie Imbruglia, la actriz Mili Avital, Carla Alapont, y la actriz francesa Emmanuelle Perret. Desde 2007, mantuvo una relación con la fotógrafa británica Zoe Buckman, a quien conoció durante el rodaje de Run Fatboy Run. En marzo de 2010, anunció a Entertainment Weekly que contraería matrimonio con Buckman. En junio del mismo año se casaron con una pequeña ceremonia. La pareja tuvo su primera hija, a la que llamaron Cleo Schwimmer, el 8 de mayo de 2011. Se separaron en 2017.
En junio de 2006, ganó una demanda por difamación por 400.000 dólares contra Aaron Tonken, un recaudador de fondos de caridad. Tonken afirmó que Schwimmer había exigido relojes Rolex para aparecer en su propio evento de caridad, una afirmación que Schwimmer había negado.
En cuanto a intereses, se manifestó en contra del racismo y del abuso a menores, promoviendo por otra parte los derechos de las mujeres. Además, es un director activo del Rape Treatment Center en Santa Mónica, donde se especializan en ayudar a víctimas de violación de pareja y niños. Asimismo, ha realizado y participado en campañas para la legislación de la prohibición de drogas tales como el Rohipnol y GHB. Posee casas en las ciudades de Los Ángeles, Chicago y Nueva York.

## Filmografía

### Cine
| Año  | Título                                        | Papel               | Notas                     |
| ---- | --------------------------------------------- | ------------------- | ------------------------- |
| 1988 | Biloxi Blues                                  | Soldado en el tren  | No figura en los créditos |
| 1991 | Flight of the Intruder                        | Oficial             |                           |
| 1992 | Crossing the Bridge                           | John Anderson       |                           |
| 1993 | Twenty Bucks                                  | Neil Campbell       |                           |
| 1993 | The Waiter                                    | Evil Waiter         |                           |
| 1993 | The Pitch                                     | Vinnie              | Cortometraje              |
| 1994 | Lobo                                          | Policía             |                           |
| 1995 | The Party Favor                               |                     | Cortometraje              |
| 1996 | The Pallbearer                                | Tom Thompson        |                           |
| 1997 | Breast Men                                    | Dr. Kevin Saunders  |                           |
| 1998 | The Thin Pink Line                            | Kelly Goodish/J.T.  |                           |
| 1998 | Kissing a Fool                                | Max Abbitt          |                           |
| 1998 | Six Days Seven Nights                         | Frank Martin        |                           |
| 1998 | Apt Pupil                                     | Edward French       |                           |
| 1999 | It's the Rage                                 | Chris               |                           |
| 2000 | Love & Sex                                    | Testigo de Jehová   | No figura en los créditos |
| 2000 | Picking Up The Pieces                         | Padre Leo Jerome    |                           |
| 2001 | Hotel                                         | Jonathan Danderfine |                           |
| 2001 | Rebelión en Polonia - Sublevación en el gueto | Yitzhak Zuckerman   |                           |
| 2005 | Duane Hopwood                                 | Duane Hopwood       |                           |
| 2005 | Madagascar                                    | Melman              | Voz                       |
| 2006 | Big Nothing                                   | Charlie             |                           |
| 2007 | Run Fatboy Run                                | ―                   | Director                  |
| 2008 | Madagascar 2: Escape de África                | Melman              | Voz                       |
| 2008 | Nothing But the Truth                         | Ray Armstrong       |                           |
| 2010 | Trust                                         | ―                   | Director                  |
| 2012 | John Carter                                   | Thark Warrior       |                           |
| 2012 | The Iceman                                    | Josh Rosenthal      |                           |
| 2012 | Madagascar 3: Europe's Most Wanted            | Melman              | Voz                       |
| 2013 | The Penguins of Madagascar                    | Melman              | Voz; cortometraje         |
| 2019 | The Laundromat                                | Matthew Quirk       |                           |
| 2024 | Little Death                                  | Martin Solomon      |                           |

### Televisión
| Año         | Título                                        | Papel                  | Notas                                |
| ----------- | --------------------------------------------- | ---------------------- | ------------------------------------ |
| 1982        | Escuadrón de policía                          | Paciente               | 1 episodio                           |
| 1989        | A Deadly Silence                              | Robert «Rob» Cuccio    | Película para televisión             |
| 1991 – 1992 | The Wonder Years                              | Michael                | 4 episodios                          |
| 1992–1993   | L.A. Law                                      | Dana Romney            | 5 episodios                          |
| 1993        | NYPD Blue                                     | Josh «4B» Goldstein    | 4 episodios                          |
| 1993        | Blossom                                       | Sonny Catalano         | 2 episodios                          |
| 1994        | Monty                                         | Greg Richardson        | 13 episodios                         |
| 1994–2004   | Friends                                       | Ross Geller            | Personaje principal; 236 episodios   |
| 1995        | The Single Guy                                | Dr. Ross Geller        | 1 episodio                           |
| 1996        | ER                                            | Dr. Karubian           | 1 episodio                           |
| 1998        | Since You've Been Gone                        | Robert S. Levitt       | Película para televisión             |
| 2001        | Band of Brothers                              | Capitán Herbert Sobel  | 3 episodios                          |
| 2001        | Rebelión en Polonia - Sublevación en el gueto | Yitzhak Zuckerman      | Película para televisión             |
| 2004        | Curb Your Enthusiasm                          | Él mismo               | 3 episodios                          |
| 2007        | 30 Rock                                       | Greenzo/Jared          | 1 episodio                           |
| 2009        | Entourage                                     | Él mismo               | 1 episodio                           |
| 2011        | Come Fly With Me                              | Él mismo               | 1 episodio                           |
| 2012        | Web Therapy                                   | Newell L. Miller       | 4 episodios                          |
| 2015        | Episodes                                      | Él mismo               | 1 episodio                           |
| 2016        | The People v. O. J. Simpson                   | Robert Kardashian      | Protagonista; 10 episodios           |
| 2016        | Feed the Beast                                | Tommy Moran            | 10 episodios                         |
| 2018–2019   | Will & Grace                                  | Noah Broader           | 7 Episodios (Temporada 10)           |
| 2020        | Intelligence                                  | Jerry Berstein         | 6 Episodios                          |
| 2021        | Friends: The Reunion                          | Ross Geller / Él mismo | Protagonista, especial de televisión |
| 2023        | Extrapolations                                | Harris Goldblatt       | Episodio: «2047: The Fifth Question» |
| 2023        | Captain Fall                                  | Joel Moon (voz)        | Episodio: «Boner Medicine»           |
| 2025        | Goosebumps                                    | Anthony                | Rol principal (temporada 2)          |

## Premios y nominaciones
| Año  | Premio                          | Categoría                                                                  | Trabajo nominado                                                | Resultado |
| ---- | ------------------------------- | -------------------------------------------------------------------------- | --------------------------------------------------------------- | --------- |
| 1995 | Emmy Award                      | Mejor actor de reparto - Serie de comedia                                  | Friends                                                         | Nominado  |
| 1996 | American Comedy Awards          | Actuación de reparto masculina más divertida en una serie de televisión    | Friends                                                         | Nominado  |
| 1996 | Screen Actors Guild Awards      | Mejor reparto de televisión - Comedia                                      | Friends                                                         | Ganador   |
| 1999 | Blockbuster Entertainment Award | Actor de reparto favorito en una comedia/romance                           | Six Days, Seven Nights                                          | Nominado  |
| 1999 | Screen Actors Guild Awards      | Mejor reparto de televisión - Comedia                                      | Friends                                                         | Nominado  |
| 2000 | Screen Actors Guild Awards      | Mejor reparto de televisión - Comedia                                      | Friends                                                         | Nominado  |
| 2000 | TV Guide Awards                 | Elección del editor                                                        | Friends                                                         | Ganador   |
| 2001 | Screen Actors Guild Awards      | Mejor reparto de televisión - Comedia                                      | Friends                                                         | Nominado  |
| 2002 | Satellite Awards                | Mejor actuación de un actor de reparto en una serie, miniserie o telefilme | Band of Brothers                                                | Ganador   |
| 2002 | Screen Actors Guild Awards      | Mejor reparto de televisión - Comedia                                      | Friends                                                         | Nominado  |
| 2003 | Screen Actors Guild Awards      | Mejor reparto de televisión - Comedia                                      | Friends                                                         | Nominado  |
| 2004 | Screen Actors Guild Awards      | Mejor reparto de televisión - Comedia                                      | Friends                                                         | Nominado  |
| 2006 | TV Land Award                   | Beso más memorable                                                         | Friends                                                         | Nominado  |
| 2007 | British Independent Film Awards | Premio Douglas Hickox                                                      | Run Fatboy Run                                                  | Nominado  |
| 2007 | TV Land Awards                  | Separación, de una pareja, tan mala que era buena                          | Friends                                                         | Nominado  |
| 2025 | Kids' Choice Awards             | Estrella masculina de televisión favorita (familia)                        | Por su papel de Anthony Brewer en Goosebumps: The Disappearance | Nominado  |

## Lecturas complementarias
- Lawrence, Will. "David Schwimmer: From Central Perk to the East End." The Daily Telegraph. 31 de agosto de 2007. Consultado el 5 de abril de 2009.
- Greenstreet, Rosanna. "Q&A: David Schwimmer." The Guardian. 8 de septiembre de 2007. Consultado el 5 de abril de 2009.
- Pratt, Steve. "New direction." The Northern Echo. 8 de septiembre de 2007. Consultado el 5 de abril de 2009.
- Fanning, Evan. "Everyone wants to be his friend." Irish Independent. 9 de septiembre de 2007. Consultado el 5 de abril de 2009.
- DiLiberto, Rebecca. "Indirect routes." The Boston Globe. 23 de marzo de 2008. Consultado el 5 de abril de 2009.